# Некраші
Некраші́ — село в Україні, у Житомирському районі Житомирської області. Входить до складу Оліївської сільської громади.

## Герб
У щиті, перетятому лазуровим і золотим, поверх усього золотий сніп. У другій частині поверх снопу три зелені шишки хмелю з таким самим листям.

## Історія
Перші згадки про село відносяться до 1791 року, коли після побудови Троковицької церкви село Некраші було його приходом. Це говорить про те, що цей населений пункт вже існує понад 200 років.
28 вересня 1944 р. колгоспники колгоспу ім. Шевченка писали в районній газеті, що до війни в колгоспі було 418 працездатних колгоспників, які до війни вирощували по 10 ц зернових, колгосп мав 511 голів ВРХ, 260 коней, 480 свиней, 180 овець, 1500 курей, 130 бджолосімей. Було 11 гектарів хмільників, з яких збирали врожай по 18 ц сухих шишок з одного гектара.
Але за період німецької окупації все це було зруйноване. Поголів'я знищене. З села 7 чоловік нацисти розстріляли, 75 забрали на німецьку каторгу і тільки 29 грудня 1943 року село було звільнене радянськими військами.
В селі Некраші жили і працювали ветерани колгоспного руху на Черняхівщині Шишук Мотря Іванівна, яка очолювала довгі роки Некращівський колгосп ім. Шевченка.
За доблесну працю житель села Некраші Сидорчук Пантелеймон Михайлович був нагороджений орденом Жовтневої революції.
У 1923—54 роках — адміністративний центр Некрашівської сільської ради Черняхівського району.

## Населення

### Мова
Розподіл населення за рідною мовою за даними перепису 2001 року:
| Мова       | Кількість | Відсоток |
| ---------- | --------- | -------- |
| українська | 586       | 98.49%   |
| російська  | 9         | 1.51%    |
| Усього     | 595       | 100%     |